# Jean Efala
Jean Efala Komguep (Nkon, 11 agosto 1992) è un calciatore camerunese, portiere dell'Akwa Utd.

## Carriera

### Club
Ha iniziato la sua carriera da calciatore professionista nel 2010 al Fovu Baham.

### Nazionale
Nel 2011 viene convocato nell'Under-20 per prendere parte al campionato mondiale di calcio Under-20.

## Palmarès

### Club

#### Competizioni nazionali
- Coppa del Camerun: 1

Fovu Baham: 2010